# Dodge (automòbil)
Dodge és una marca d'automòbils nord-americana, anomenada originalment Dodge Brothers Motor Vehicle Company (1914 -1927). Dodge va començar a fer els seus propis vehicles complets en 1914. La marca va ser venuda a Chrysler el 1928.

## Història

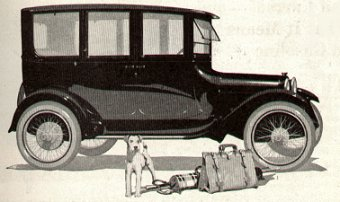
Sedan 4 portes de Dodge Brothers, d'un article publicitari d'una revista de 1920

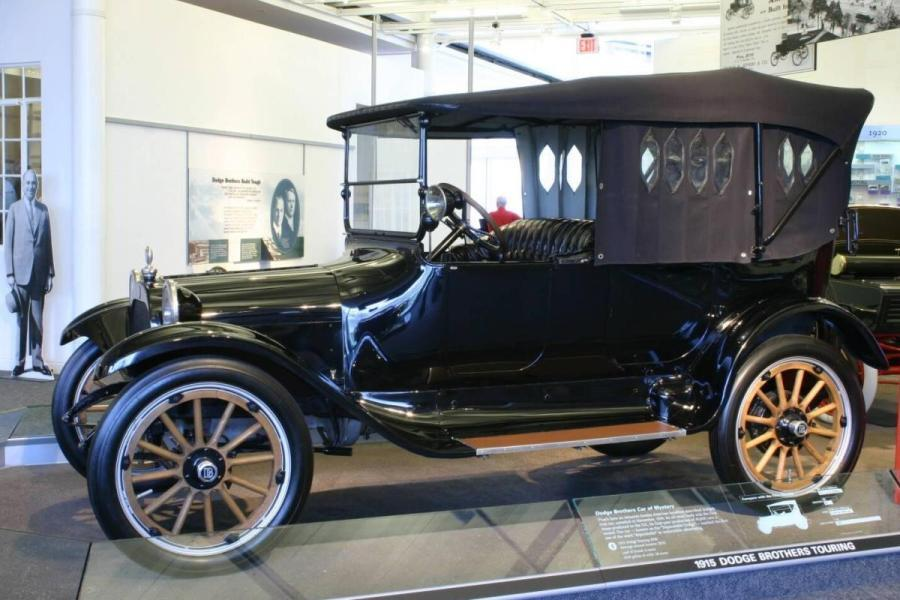
Sedan 1915 Germans Dodge Model 30-35 turismes

El 1901, John Francis Dodge i Horace Elgin Dodge traslladar la seva fàbrica Brothers Bicycle & Machine Factory a Detroit (Michigan, Estats Units) des de Windsor (Ontario, Canadà), on construïen peces per a automòbils. Els seus rodaments i altres peces estaven en demanda amb la primerenca indústria automobilística i van ajudar en el disseny de parts del motor per als primers actuacions Oldsmobile. El 1902, els Germans Dodge es van unir a Henry Ford, qui buscava ajuda per finançar la seva pròpia companyia automobilística. Ells van ajudar la Ford Motor Company en els seus inicis, així com en la fabricació de peces per als primers Ford, aconsegueixen un benefici mutu tant Ford com els Germans Dodge. Ja en el 1913, gairebé totes les peces de Ford (xassís, suspensió, frens, motors, transmissions, etc.) Van ser construïts per Dodge.
El 1914, els Germans Dodge van emprendre la seva pròpia companyia d'actuacions, a la qual van donar el nom de Dodge Brothers Motor Vehicle Company, triant a 50 distribuïdors en principi per a centenars de les seves aplicacions, alguns dels quals continuen avui. En aquest primer any, Dodge va introduir el "Old Betsy", un cotxe construït per ser fiable i de llarga durada. En aquest any, Dodge va construir un total de 249 cotxes nous. El 1917, els Germans Dodge van començar a construir també motors per a camions, en principi per a ús de l'Exèrcit dels Estats Units durant la Primera Guerra Mundial, i al final de la guerra de manera comercial. El 1925, la Dodge Brothers Company va ser adquirida per Dillon, Read & Company per uns 148 milions de dòlars nord-americans, que, segons es diu, va ser la transacció en efectiu més gran de la història fins a aquest temps. Dillon Read, al seu torn, va vendre Dodge a la Companyia Chrysler el 31 de juliol de 1928.

### Dodge en Europa
Després que Chrysler prengués possessió del grup anglès Rootes, del Simca de França, de Barreiros a Espanya, i de l'establiment resultant de Chrysler a Europa a finals dels anys seixanta, la marca Dodge va ser utilitzada en vehicles comercials lleugers, la major part en els anomenats inicialment Commer o Karrie (subsidiaris de Rootes), en la versió del Simca 1100, en el Dodge Dart espanyol, i en vehicles pesants construïts a Espanya. El més conegut van ser les sèries Dodge 50, molt utilitzades per empreses de servei públic i militars, però rarament considerat fora del Regne Unit, i les construccions espanyoles pesades de les sèries 300 disponibles com els tot terreny 4x2, 6x4, 8x2, i 8x4, així com els camions semi-trailer. Tots ells també van ser venuts en mercats d'exportació com Fargo o De Soto.
El 1977 Chrysler Europa pateix un col·lapse, i la venda dels seus actius a les fàbriques Peugeot, la Dodge anglesa i espanyola, on ràpidament van passar a la Indústria de vehicles Renault, que va requalificar gradualment a Renault la gamma de furgonetes i camions en els anys 80, caient la producció habitual en conjunt i fent servir les instal·lacions per produir els motors al Regne Unit i alguns models de camions Renault espanyols. Dodge no tornaria al Regne Unit fins a la introducció del Dodge Neon SRT-4, anomenat Chrysler Neon, a mitjans del 2000.
Dodge va ser una part de DaimlerChrysler AG, amb base a Stuttgart (Alemanya). Des de 2005, la marca Dodge ha estat coneguda sobretot pels seus tot terrenys, que componen el 78% de les vendes de la divisió. Dodge tracta de canviar això amb la introducció del nou Dodge Charger i el Dodge Challenger.
La marca Dodge va ser reintroduïda a Europa el 2006. Actualment el Dodge Viper SRT-10 (venut com Dodge SRT-10 en regne Unit), Dodge Ram, i el Dodge Caliber són els únics vehicles de Dodge en aquest mercat. El Dodge Nitro i Dodge Avenger van començar a vendre's a mitjan 2007.Dodge va tornar a entrar recentment en el mercat australià el 2006 després d'una absència de 30 anys. Els plans de Dodge Austràlia són llançar un nou model cada sis mesos en els pròxims tres anys, plans per captar l'interès per la marca. El primer d'aquests models és el Dodge Caliber, que va ser ben rebut al Saló de l'Automòbil de Melbourne de 2006.
Els vehicles Dodge estan ara disponibles en molts països del món. El 2006, Dodge va vendre més d'1,3 milions de vehicles en el mercat global. A la primavera del 2007, DaimlerChrysler va arribar a un acord amb Cerberus Capital Management LP per a la venda del subsidiari Chrysler Group, del qual és part la divisió Dodge.A Mèxic, el Hyundai Accent, Hyundai Atos, i Hyundai H100 són anomenats "Dodge" o "Hyundai by Dodge" i es venen mitjançant distribuïdors de Dodge.

### Dodge a Argentina
El 1910, juliol Fevre funda juliol Fevre i Cia., Empresa dedicada a la importació d'automotors de les marques franceses Mors, Àries, Delage i Berliet. Sis anys més tard obté la representació exclusiva a Argentina de l'empresa Dodge Brothers i comença amb la importació d'automòbils i camions Dodge. La marca que ja era la tercera en importància als Estats Units va aconseguir una ràpida acceptació en el mercat argentí. Inicialment, els models importats corresponien al Sedan a 3.650 $, Automòbil de Turisme a $ 4.300 i un utilitari anomenat Automòbil Comercial Enreixat que es comercialitzava a $ 3.900. Cap a 1927 la gamma s'havia ampliat als models Doble Pheaton Standard i Especial, Voiturette Sport, Doble Pheaton Standard, Sedan especial, Sedan de Luxe, Sedan Senyor, Cupè Especial i Cabriolet Senyor.
Per la seva banda, el 1927 Resta Germans, una empresa de capital totalment argentí, obté de Chrysler Corporation l'autorització per representar la marca a l'Argentina. En el X Saló de l'Automòbil de desembre d'aquest mateix any, presenta la línia de models integrada pel "72", "8 cilindres", "Imperial 80" i el "Gran 62".L'1 de desembre de 1928, l'empresa inaugura oficialment un impressionant edifici construït especialment per a exposició i vendes de vehicles Chrysler en l'actual Avinguda Figueroa Alcorta al 3300 en ple barri de Palermo Chico. L'edifici anomenat després "Palau Chrysler".
Més informació:Dodge a Argentina

## Logotips
- Estrella: L'original Dodge era un cercle, amb dos triangles entrellaçats formant un estel de sis puntes al centre, un enclavament "DB" estava al centre de l'estrella, i les paraules "Germans Dodge Vehicles de Motor" envoltar la vora exterior. Encara que els "Germans" es va eliminar a partir del nom dels camions el 1929 i els cotxes el 1930, l'estrella del PP es va mantenir en els cotxes fins al 1939 es van introduir els models.

- RAM: Per 1932 els automòbils Dodge ha adoptat un moltó com adorn del capó del cotxe.A partir de la dècada de 1940 models de moltó va arribar a ser més àgil i es va mantenir el 1951 només el cap, amb banyes corbats. Els vehicles model 1954 van ser els últims en utilitzar el cap del moltó abans que el renaixement en la dècada de 1980. amions Dodge va aprovar el moltó com l'ornament de la capella per a l'any model 1940 amb el 1950 models com l'últim.

- Cresta: El 1941 Dodge va presentar una cresta, suposadament l'escut de la família Dodge. El disseny tenia quatre barres horitzontals trencades en el centre per una barra vertical amb una "O" al centre. El cap d'un cavaller va aparèixer a la part superior de l'emblema. Encara que el cap es va reduir per 1955, l'emblema podria sobreviure fins a 1957 i reaparèixer el 1976 Aspen. La cresta s'utilitzaria fins a 1981, per la seva segona vegada, sent reemplaçat pel Pentastar per a l'any 1982. El cap del cavaller sense la cresta s'utilitzaria per a l'any 1959.

- Forward Look (Mira cap endavant): Virgil Exner redissenya els vehicles de Chrysler Corporation per a l'any model 1955 es va destacar per l'adopció d'un logotip amb el mateix nom, s'aplica a tots els vehicles de Chrysler Corporation. El logotip de mirar endavant es componia de dues formes superposades boomerang, el que suggereix l'era espacial propulsada per coets moviment. Aquest logotip va ser incorporat en la publicitat Dodge, decoratius tall d'encesa, i la porta dels caps principals i accessoris a través de setembre de 1962.

- Fratzog: El logotip de Dodge de setembre 1962, va ser un deltoide composta per tres formes de punta de fletxa que forma una estrella de tres puntes. El logotip va aparèixer per primera vegada en el Polara 1962 500 i mitjans dels anys 1962 Custom 880. Un dels seus dissenyadors se li va ocórrer el nom de sentit Fratzog el logotip, que finalment atrapat. [10] [11] Segons el logotip de la Divisió de Dodge, Fratzog es va incorporar en diverses insígnies i emblemes dels vehicles Dodge. Es va integrar també en el disseny de peces com ara centres de direcció centre de la roda i roda per carretera cobertes.

- Pentastar: Entre 1982 i 1992 Dodge utilitza el logotip de Chrysler Pentastar en els seus cotxes i camions per reemplaçar la cresta Dodge, tot i haver estat utilitzat per al reconeixement de les empreses des de març de 1963. En els anuncis i en els cartells comerciant, Pentastar Dodge era vermell, mentre que Chrysler-Plymouth era blau.

- Cap de moltó: Dodge presentada de nou adorn del cap de moltó campana en el nou 1973 Dodge Bighorn pesades unitats de servei del tractor. A poc a poc el cap del moltó començar a aparèixer en les camionetes Dodge com van començar a referir-se a les seus camions com Ram. L'actualització de les Ram's el logotip del va aparèixer el 1993, l'estandardització en que el logotip el 1996 per a tots els vehicles excepte el Viper.

- Nou logo: El 2010, amb la separació de la marca Ram, dos nous logotips Dodge es va donar a conèixer. El primer logotip, que s'utilitza amb fins de venda, té la paraula "Dodge" amb dues ratlles inclinades. Per al mercat canadenc, el logotip s'utilitza la mateixa, prèvia deducció de les ratlles inclinades. Però, un emblema de la segona va ser revelada durant la inauguració de la Durango 2011, que utilitza el mateix esquema de cinc punts de l'emblema d'edat, però amb cap de moltó reemplaçada per una reminiscència de crom creu de reixeta de la signatura entre el pèl de la marca. Una versió modificada del logo del cap del moltó se segueix utilitzant per a la marca Ram, amb "RAM", escrita en la part superior en lletres majúscules en negreta.[1]

## Models

### Models nord-americans
- Dodge 330 (1963-1964)
- Dodge 400 (1982–1983)
- Dodge 600 (1983–1988)
- Dodge A100 (1964–1970)
- Dodge 880 (1962–1965)
- Dodge Aries (1981–1989)
- Dodge Aspen (1976–1980, 2007-actualment)
- Dodge Avenger (1995–2000, 2008–)
- Dodge B Series (1948–1953)
- Dodge Caliber (2007–actualment)
- Dodge Caravan (1984–2007)
- Dodge Challenger (1970–1974, 1978–1983 (segona generació, reedició del Mitsubishi Galant), 2008–)
- Dodge Charger (1966–1978, 1983–1987, 2006–actualment)
- Dodge Charger Daytona (1969, 1977, 2006, 2007)
- Dodge Colt (1971–1994, reedició del Mitsubishi Lancer/Mirage)
- Dodge Conquest (1984–1986, reedició del Mitsubishi Starion)
- Dodge Coronet (1948–1958, 1965–1976)
- Dodge Crusader (1951–1958, Canadà, reedició del Plymouth Cambridge/Plymouth Plaza)
- Dodge Custom 880 (1962–1965)
- Dodge D Series (1961–1980)
- Dodge Dakota (1987–actualment)
- Dodge Dart (1960–1976)
- Dodge Daytona (1984–1993)
- Dodge Diplomat (1977–1989)
- Dodge Durango (1998–actualment)
- Dodge Dynasty (1988–1993)
- Dodge Grand Caravan (1987–actualment)
- Dodge Intrepid (1993–2004)
- Dodge Kingsway (1946–1952), model canadenc (1946–1950, reedició del Plymouth DeLuxe); (1951–1952, reedición Plymouth Concord)
- Dodge Lancer (1961–1962, 1985–1989)
- Dodge Magnum (1978–1979, 2005–actualment)
- Dodge Magnum K (1984-1988), Mèxic
- Dodge Mayfair (1953–1959, Canadà, reedició del Plymouth Belvedere
- Dodge Mini Ram Van (1984–1988, versió comercial del Dodge Caravan)
- Dodge Mirada (1980–1983)
- Dodge Monaco (1965–1978, 1990–1992)
- Dodge Neon (1995–2005)
- Dodge Nitro (2007–actualment)
- Dodge Omni (1978–1990)
- Dodge Polara (1960–1973)
- Dodge Power Wagon (1945–1968)
- Dodge Raider (1987–1990, reedició del Mitsubishi Montero)
- Dodge Ram (1981–present)
- Dodge Ram 50 (1979–1993, reedició del Mitsubishi Mighty Max)
- Dodge Ram SRT 10 (2004–2006)
- Dodge Ram Van (1979–2003)
- Dodge Ram Wagon (1979–2003)
- Dodge Ramcharger (1974–1993)
- Dodge Rampage (1982–1984)
- Dodge Rebel (not produced)
- Dodge Regent (1946–1959, Canadà, reedició del Plymouth Special DeLuxe/Plymouth Cranbrook/Plymouth Savoy)
- Dodge Shadow (1987–1994)
- Dodge Sierra (1955-1957)
- Dodge Spirit (1989–1995)
- Dodge Sportsman (1971–1978)
- Dodge Sprinter (2003–actualment, reedició del Mercedes-Benz Sprinter)
- Dodge SRT-4 (2003–2005)
- Dodge St. Regis (1979–1981)
- Dodge Stealth (1991–1996, reedició del Mitsubishi 3000 GT)
- Dodge Stratus (1995–2006)
- Dodge Super Bee (1968–1971, 2007–actualment)
- Dodge Town Panel (1955–1966)
- Dodge Town Wagon (1955–1966)
- Dodge Tradesman (1971–1978)
- Dodge Viper (1992–actualment)
- Dodge Viscount (1959, Canadá, reedició del Plymouth Fury)

### Vehicles militars
T202 — ½ ton, 4x4 series truck (G-505)
- Dodge VC-1
- Dodge VC-2
- Dodge VC-3
- Dodge VC-4
- Dodge VC-5
- Dodge VC-6

T203 — ½ ton, 4x4 series truck
- Dodge VF-401
- Dodge VF-402
- Dodge VF-40]
- Dodge VF-404
- Dodge VF-405
- Dodge VF-406
- Dodge VF-407

T207 — ½ ton, 4x4 series truck (G-505)
- Dodge WC-1
- Dodge WC-3
- Dodge WC-4
- Dodge WC-5
- Dodge WC-6
- Dodge WC-7
- Dodge WC-8
- Dodge WC-9
- Dodge WC-10
- Dodge WC-11

T211 — ½ ton, 4x4 series truck (G-505)
- Dodge WC-12
- Dodge WC-13
- Dodge WC-14
- Dodge WC-15
- Dodge WC-16
- Dodge WC-17
- Dodge WC-18
- Dodge WC-19
- Dodge WC-20

T214 — ¾ ton, 4x4 series truck (G-502)
- Dodge WC-51
- Dodge WC-52
- Dodge WC-53
- Dodge WC-54
- Dodge WC-55
- Dodge WC-56
- Dodge WC-57
- Dodge WC-58
- Dodge WC-59
- Dodge WC-60
- Dodge WC-61
- Dodge WC-64

T215 — ½ ton, 4x4 series truck (G-505)
- Dodge WC-21
- Dodge WC-22
- Dodge WC-23
- Dodge WC-24
- Dodge WC-25
- Dodge WC-26
- Dodge WC-27
- Dodge WC-40
- Dodge WC-41
- Dodge WC-42
- Dodge WC-43

T223 — 1½ ton, 6x6 series truck
- Dodge WC-62
- Dodge WC-63

T236 — ¾ ton, 4x4 series truck (construcción canadiense)
- D¾ APT

M-37 — ¾ ton, 4x4 series truck (G-741)
- Dodge M-37
- Dodge M-42
- Dodge M-43
- Dodge XM-711B1

T137 — 1 ton, 4x4 series truck
- Dodge M-601

M-880 — 1¼ ton, 4x4 series truck
- Dodge M-880
- Dodge M-881
- Dodge M-882
- Dodge M-883
- Dodge M-884
- Dodge M-885
- Dodge M-886
- Dodge M-888
- Dodge M-890

4x2 variants:
- Dodge M-891
- Dodge M-892
- Dodge M-893

### Models europeus
- Simca / Dodge VF2
- Commer / Dodge Spacevan
- Dodge / Renault 50 Series (inclosos 4x4 i variants militars del 4x4)
- Dodge / Renault 100 series "Commando"
- Dodge 300
- Dodge 500

### Prototips de Dodge
- Dodge Avenger Concept (2003)
- Dodge Caravan DBX (1990)
- Dodge Challenger Concept (2006)
- Dodge Charger Concept (1999)
- Dodge Copperhead (1997)
- Dodge Demon Concept (2007)
- Dodge Deora (1967)
- Dodge EPIC (1992)
- Dodge Firearrow Roadster I (1954)
- Dodge Hornet (2006)
- Dodge Intrepid ESX (1996, 1998, 2003)
- Dodge Kahuna (2003)
- Dodge M4S (1984)
- Dodge M80 (2002)
- Dodge MAXXcab (2000)
- Dodge Mirada Turbine (1980)
- Dodge Polycar (1980)
- Dodge Powerbox (2001)
- Dodge Rampage Concept (2006)
- Dodge Razor (2002)
- Dodge Sidewinder (1998)
- Dodge Sling Shot (2004)
- Dodge Street Van (1978)
- Dodge Super 8 Hemi (2001)
- Dodge Tomahawk (2003, concepte de motocicleta)
- Dodge T-Rex (1997)
- Dodge Dariel (2009), concepte de Pickup 4x4